# Aeroportul Internațional Bir Tikendrajit
Aeroportul Internațional Bir Tikendrajit (IATA: IMF, ICAO: VEIM) este un aeroport din Imphal, Manipur, India ce deservește zona Imphal. Aeroportul a fost tranzitat în decembrie 2022 de 114.243 de pasageri. A fost numit după zona deservită.
Situat la o altitudine de 774 m, aeroportul dispune de o singură pistă. Este operat de Airports Authority of India⁠(d).